# زغال
زغال چوب یا اَنْگِشْت، مادهٔ سبک، شکننده و سیاه‌رنگ باقی‌مانده از نیمسوختنِ چوب یا دیگر اندام‌های گیاهی و  جانوری است که قسمت اعظم ترکیبات دیگر آن‌ها در اثر حرارت تبخیر و آزاد شده و کربن آن باقی مانده باشد. این کربن ناخالص از ۸۵ تا ۹۸ درصد کربن تشکیل شده است. 

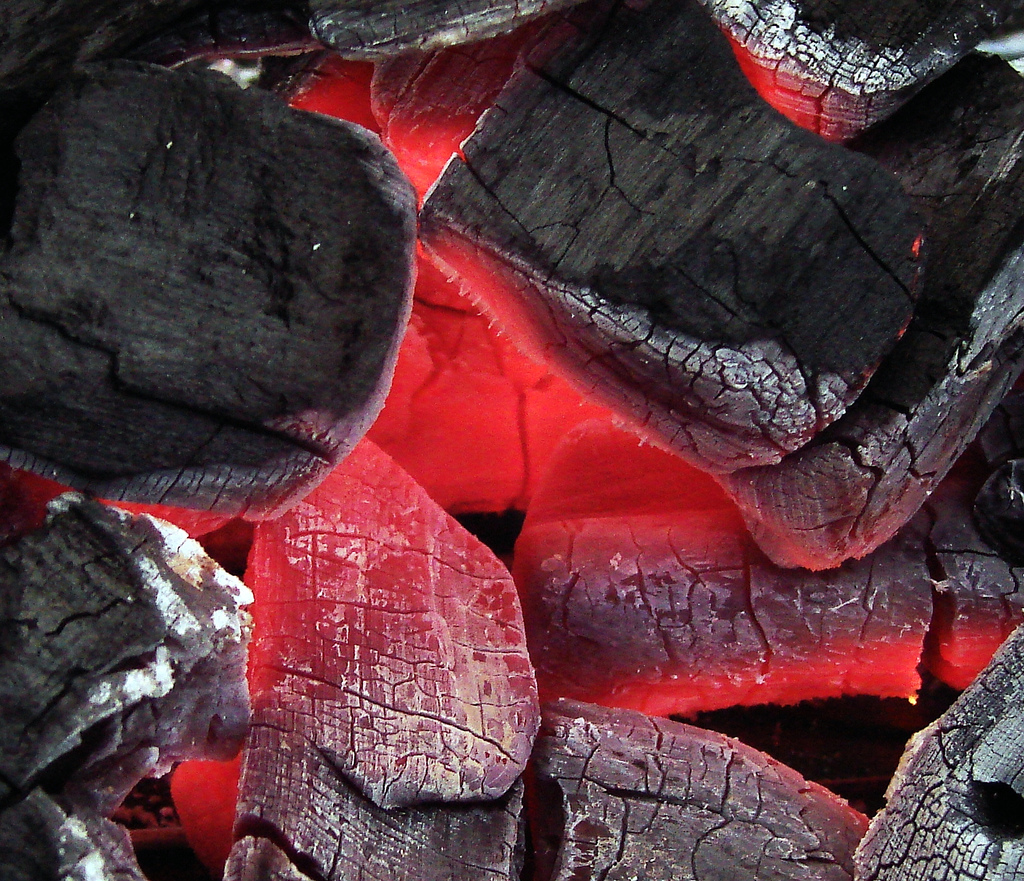
آتش زغال

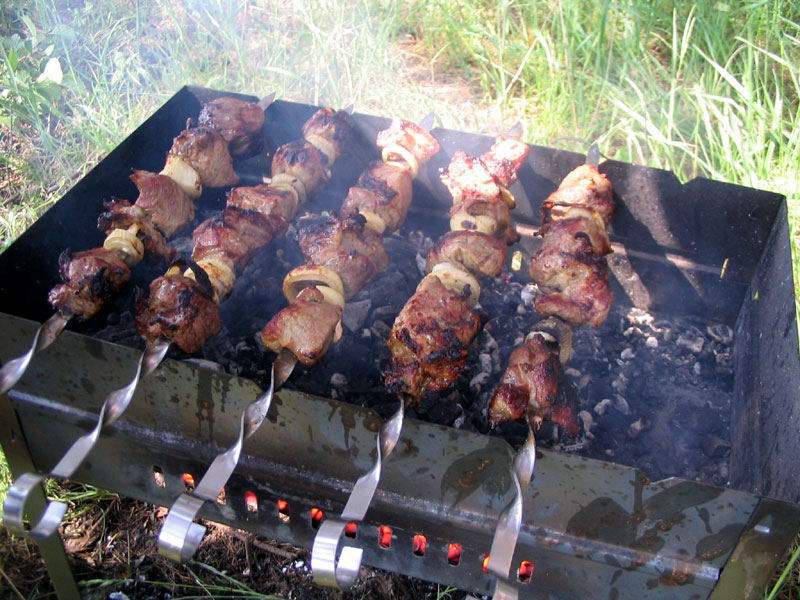
منقل کباب با زغال چوب

## املای واژهٔ زغال
ذغال، زغال، زگال، ژگال و ژکال املاهای مختلف این واژه‌اند. (در همه‌شان حرف نخست، حرکت پیش (ضمه) دارد) اصولاً هیچ واژهٔ فارسی با ذال آغاز نمی‌شود. محمد معین اصولاً املای با ذال را غلط می‌داند. دهخدا چنین استدلال می‌کند که «…ظاهراً چنان‌که معمول نیز همان است، با ذال صحیح باشد چه «دغل» با دال مهمله نیز به معنی خس و خاشاکی است که در حمام‌ها سوزند».

## انواع زغال

### زغال لیمو
زغال لیمو به همهٔ زغال‌هایی گفته می‌شود که از چوب درختان مرکبات مانند: لیمو، نارنج، لیموشیرین و سایر درختان خانوادهٔ مرکبات تهیه می‌شود. این نوع زغال با دوام است و یک‌دست و آرام می‌سوزد. کاربرد اصلی آن برای قلیان است.

### زغال فشرده
زغال فشرده، شکلی از زغال چوب است که از قطعات خرد چوب و کاه و غیره تهیه می‌شود. این زغال معمولاً کیفیتی پایین‌تر از زغال معمولی دارد ولی ارزان‌تر است و نسبت به اکثر زغال‌ها دوام بیشتری دارد. کاربرد این زغال برای حرارت دادن در منقل‌های یک‌بار مصرف یا گریل روی توری است.

## کاربرد زغال

### پخت‌وپز
از زغال به عنوان سوخت در منقل یا اجاق استفاده می‌شود.
از منقل برای پخت غذا به روش کباب کردن استفاده می‌شود. گاهی از منقل زغال افروخته برای دم کردن و گرم نگه داشتن چای استفاده می‌شود.

### مصرف توتون و تنباکو
یکی از کاربردهای اصلی زغال چوب در تهیهٔ قلیان است. و افروختن یا سرخ کردن زغال برای قلیان در زغال‌گردان انجام می‌شود. گاهی از منقل فقط برای تولید زغال افروخته استفاده می‌شود. این گونه منقل در کنار وافور یا قلیان به عنوان ابزار تدخین به کار می‌رود.

### تهیهٔ فولاد
یکی از کاربردهای سنتی زغال چوب در تهیهٔ فولاد است.

## ویژگی‌های زغال
برخی از ویژگی‌های زغال خوب به این شرح است.
- خاموش نشود و بدون باد زدن روشن بماند.
- با دوام باشد.
- دود نکند.
- گاز و بو نداشته باشد.
- جرقه نداشته باشد.
- پرحرارت باشد.
- خاکستر فراوان تولید نکند.